# Gaudenzio Bernasconi
Gaudenzio Bernasconi (Ponte San Pietro, 8 agosto 1932 – Bergamo, 10 gennaio 2023) è stato un calciatore e allenatore di calcio italiano, di ruolo difensore o centrocampista.

## Caratteristiche tecniche
Considerato uno dei più importanti difensori italiani a cavallo degli anni 50 e 60 del XX secolo, al robusto fisico – «un armadio di centromediano [...] che incute timore al suo dirimpettaio di ogni partita» – unì anche reattività e una discreta elevazione.
È il giocatore di movimento con più presenze in Serie A (388) a non aver mai segnato una rete in massima serie.

## Carriera

Bernasconi (accosciato, secondo da sinistra) in nazionale nel 1956

Crebbe nel Vita Nova, con cui non ancora ventenne debuttò in Serie C disputandovi tre campionati. Venne quindi notato dall'Atalanta che lo acquistò nel 1952; nello stesso anno esordì in Serie A rimanendo in nerazzurro per due stagioni, nella seconda delle quali, 1953-1954, si affermò tra le rivelazioni del torneo.
Passò quindi alla Sampdoria, club a cui legò la maggior parte della carriera. Disputò infatti undici stagioni in blucerchiato, tutte in massima categoria, divenendo uno dei beniamini della tifoseria doriana che, forse per la sua riservatezza, gli affibbiò il soprannome di "Orsacchiotto". Al secondo anno a Genova, le prestazioni offerte gli permisero di raggiungere la nazionale con cui esordì il 24 aprile 1956, mettendo poi a referto 6 presenze totali nella seconda metà degli anni 50 (fra cui le sfide contro Argentina e Brasile nella tournée sudamericana dell'estate 1956), ma dovendo presto cedere spazio in azzurro a elementi di club più titolati.
Con la Sampdoria, dal 1958 formò con i laterali Mario Bergamaschi e Azeglio Vicini un'affiatata mediana, tra quelle schierate con maggiore continuità in massima serie. Svestì la maglia dei blucerchiati, di cui fu anche capitano, nel 1965, dopo 334 gare che ne fecero a lungo il calciatore più presente in campionato con i liguri; classifica in cui è tuttora il quinto assoluto, alle spalle di Roberto Mancini, Moreno Mannini e Pietro Vierchowod e Angelo Palombo.
Concluse la carriera nelle Marche, dove nella seconda metà degli anni 60 ricoprì il doppio ruolo di giocatore-allenatore dapprima nello Jesi, per tre annate in Serie C, e infine nell'Urbino, per due stagioni in Serie D, prima del definitivo ritiro dall'attività agonistica nel 1970. Intraprese in seguito la carriera di tecnico a tempo pieno, guidando fra gli anni 70 e 80 compagini quali Foligno, Caratese, la Pro Lissone e Verdello.

## Statistiche

### Presenze e reti nei club
| Stagione         | Squadra          | Campionato       | Campionato | Campionato | Coppe nazionali | Coppe nazionali | Coppe nazionali | Coppe continentali | Coppe continentali | Coppe continentali | Altre coppe | Altre coppe | Altre coppe | Totale | Totale |
| Stagione         | Squadra          | Comp             | Pres       | Reti       | Comp            | Pres            | Reti            | Comp               | Pres               | Reti               | Comp        | Pres        | Reti        | Pres   | Reti   |
| ---------------- | ---------------- | ---------------- | ---------- | ---------- | --------------- | --------------- | --------------- | ------------------ | ------------------ | ------------------ | ----------- | ----------- | ----------- | ------ | ------ |
| 1952-1953        | Atalanta         | A                | 21         | 0          | -               | -               | -               | -                  | -                  | -                  | -           | -           | -           | 21     | 0      |
| 1953-1954        | Atalanta         | A                | 33         | 0          | -               | -               | -               | -                  | -                  | -                  | -           | -           | -           | 33     | 0      |
| Totale Atalanta  | Totale Atalanta  | Totale Atalanta  | 54         | 0          |                 | 0               | 0               |                    | 0                  | 0                  |             | 0           | 0           | 54     | 0      |
| 1954-1955        | Sampdoria        | A                | 34         | 0          | -               | -               | -               | -                  | -                  | -                  | -           | -           | -           | 34     | 0      |
| 1955-1956        | Sampdoria        | A                | 33         | 0          | -               | -               | -               | -                  | -                  | -                  | -           | -           | -           | 33     | 0      |
| 1956-1957        | Sampdoria        | A                | 34         | 0          | -               | -               | -               | -                  | -                  | -                  | -           | -           | -           | 34     | 0      |
| 1957-1958        | Sampdoria        | A                | 34         | 0          | CI              | 6               | 0               | -                  | -                  | -                  | -           | -           | -           | 40     | 0      |
| 1958-1959        | Sampdoria        | A                | 34         | 0          | CI              | 2               | 0               | -                  | -                  | -                  | -           | -           | -           | 36     | 0      |
| 1959-1960        | Sampdoria        | A                | 23         | 0          | CI              | 1               | 0               | -                  | -                  | -                  | -           | -           | -           | 24     | 0      |
| 1960-1961        | Sampdoria        | A                | 34         | 0          | CI              | 3               | 0               | -                  | -                  | -                  | -           | -           | -           | 37     | 0      |
| 1961-1962        | Sampdoria        | A                | 27         | 0          | CI              | 1               | 0               | -                  | -                  | -                  | -           | -           | -           | 28     | 0      |
| 1962-1963        | Sampdoria        | A                | 30         | 0          | CI              | 2               | 0               | CdF                | 4                  | 0                  | -           | -           | -           | 36     | 0      |
| 1963-1964        | Sampdoria        | A                | 33+1       | 0          | CI              | 0               | 0               | -                  | -                  | -                  | -           | -           | -           | 34     | 0      |
| 1964-1965        | Sampdoria        | A                | 18         | 0          | CI              | 1               | 0               | -                  | -                  | -                  | -           | -           | -           | 19     | 0      |
| Totale Sampdoria | Totale Sampdoria | Totale Sampdoria | 335        | 0          |                 | 16              | 0               |                    | 4                  | 0                  |             | 0           | 0           | 355    | 0      |
| Totale carriera  | Totale carriera  | Totale carriera  | 389+       | 0+         |                 | 16+             | 0+              |                    | 4+                 | 0+                 |             | 0+          | 0+          | 409+   | 0+     |

### Cronologia presenze e reti in nazionale
| Cronologia completa delle presenze e delle reti in nazionale ― Italia | Cronologia completa delle presenze e delle reti in nazionale ― Italia | Cronologia completa delle presenze e delle reti in nazionale ― Italia | Cronologia completa delle presenze e delle reti in nazionale ― Italia | Cronologia completa delle presenze e delle reti in nazionale ― Italia | Cronologia completa delle presenze e delle reti in nazionale ― Italia | Cronologia completa delle presenze e delle reti in nazionale ― Italia | Cronologia completa delle presenze e delle reti in nazionale ― Italia |
| Data                                                                  | Città                                                                 | In casa                                                               | Risultato                                                             | Ospiti                                                                | Competizione                                                          | Reti                                                                  | Note                                                                  |
| --------------------------------------------------------------------- | --------------------------------------------------------------------- | --------------------------------------------------------------------- | --------------------------------------------------------------------- | --------------------------------------------------------------------- | --------------------------------------------------------------------- | --------------------------------------------------------------------- | --------------------------------------------------------------------- |
| 25-4-1956                                                             | Milano                                                                | Italia                                                                | 3 – 0                                                                 | Brasile                                                               | Amichevole                                                            | -                                                                     |                                                                       |
| 24-6-1956                                                             | Buenos Aires                                                          | Argentina                                                             | 1 – 0                                                                 | Italia                                                                | Amichevole                                                            | -                                                                     |                                                                       |
| 1-7-1956                                                              | Rio de Janeiro                                                        | Brasile                                                               | 2 – 0                                                                 | Italia                                                                | Amichevole                                                            | -                                                                     |                                                                       |
| 26-5-1957                                                             | Lisbona                                                               | Portogallo                                                            | 3 – 0                                                                 | Italia                                                                | Qual. Mondiali 1958                                                   | -                                                                     |                                                                       |
| 28-2-1959                                                             | Roma                                                                  | Italia                                                                | 1 – 1                                                                 | Spagna                                                                | Amichevole                                                            | -                                                                     |                                                                       |
| 6-5-1959                                                              | Londra                                                                | Inghilterra                                                           | 2 – 2                                                                 | Italia                                                                | Amichevole                                                            | -                                                                     |                                                                       |
| Totale                                                                |                                                                       | Presenze                                                              | 6                                                                     |                                                                       | Reti                                                                  | 0                                                                     |                                                                       |